# Медведівська
Медведівська, Ведмидівська — станиця в Тимашевському районі Краснодарського краю. Центр Медведівського сільського поселення.
Населення (2002) — 16,7 тис. мешканців (друге місце по району після міста Тимашевськ).
Станиця розташована при впадінні в річку Кірпілі лівої притоки Кочети́;. Залізнична станція Ведмидівка на лінії Краснодар (45 км) — Тимашевськ (20 км).
У балачці мешканців краю — Медве́довка, Ведми́дівка.

## Історія
- Курінне селище Ведмидівське, назване так по однойменному куреню Січі, було засновано Чорноморськими козаками в 1794.
- Листопад 1932. Медведівська стала однією із станиць, занесених в «Чорні дошки» . Від голоду померли сотні мешканців.
- У січні 1933 року залишившиєся в живих станичники були повному складі виселені в північні райони СРСР . Усього виселено 4018 осіб (888 господарств), крім того органами ОГПУ з листопада 1932 по березень 1933 изьято 1013 із них розстріляно 158 осіб. У станицю були поселені 500 сімей червоноармійців-росіян з інших регіонів країни. Останнім отаманом станиці Медведівської був Марченко Кузьма Савович.

## Адміністративний поділ
До складу Медведівського сільського поселення крім станиці Медведівська входять також:
- х. Більшовик (414 чол.)
- х. Ленінський (690 чол.)

Населення всього 17 890 осіб.

## Відомі люди
У селі жив, працював і похований Герой Радянського Союзу Г. К. Кулик (1912—1988).